# Liste der Monuments historiques in Saint-Max
Die Liste der Monuments historiques in Saint-Max führt die Monuments historiques in der französischen Gemeinde Saint-Max auf.

## Liste der Objekte
| Bezeichnung             | Beschreibung                                      | Standort                       | Kennzeichnung | Schutzstatus | Datum | Bild |
| ----------------------- | ------------------------------------------------- | ------------------------------ | ------------- | ------------ | ----- | ---- |
| Gemälde Heilige Familie | Ölfarbe auf Leinwand, Anfang des 17. Jahrhunderts | in der Kirche St-Médard (Lage) | PM54001875    | Inscrit      | 1981  |      |